# Груздь сизоватый
Груздь сизова́тый (лат. Lactárius glaucéscens) — гриб рода Млечник (Lactarius) семейства Сыроежковые (Russulaceae). Условно съедобен.

## Описание
- Шляпка ∅ 4—12 см, вначале выпуклая с загнутыми краями и углублением в центре, затем расправляется до воронковидной, сухая, гладкая или слабо бархатистая, белая.
- Пластинки узкие, частые, слабо нисходящие по ножке, одного цвета со шляпкой или с кремовым оттенком.
- Споровый порошок белого цвета. Споры 7—8 × 6—7 мкм, эллипсоидные, орнаментированные.
- Ножка ∅ 1—2 см, 3—9 см в высоту, цилиндрическая, суженная у основания, гладкая, плотная, одного цвета со шляпкой.
- Мякоть плотная, ломкая, белая, со слабым запахом.
- Млечный сок белый, едкий, на воздухе медленно зеленеет.

### Изменчивость
На ножке и шляпке могут быть желтоватые или палевые пятна, число и размер которых с возрастом увеличиваются.

## Экологияи распространение
Растёт в лиственных лесах.
Сезон: июль-сентябрь.

## Сходные виды
- Груздь перечный (Lactarius piperatus) и Груздь пергаментный (Lactarius pergamenus) обладают не меняющим окраски на воздухе млечным соком.
- Скрипица (Lactarius vellereus) отличается редкими пластинками и опушённой шляпкой и желтеющим на воздухе млечным соком.

## Синонимы
- Lactarius piperatus var. glaucescens (Crossl.) Hesler & A.H. Sm., 1979

## Пищевые качества
Гриб условно-съедобен, используется в солёном виде.